# 姚宗文 (明朝)
姚宗文（1573年—1664年），字褧之，號益城，别号呵呵居士，浙江慈谿县人，明朝官员，浙黨人物。

## 生平
姚宗文為萬曆三十四年（1606年）丙午科浙江乡试第二十五名举人，萬曆三十五年（1607年）丁未科會試第八十八名，二甲三十九名進士，由庶吉士授戶科給事中。方從哲遣姚宗文至遼東檢閱軍馬，宗文不知軍務，只知索賄，與熊廷弼不合。姚宗文騰謗廷弼於朝，廷弼遂不自安，改任袁應泰为辽东经略。天啟時依附魏忠賢，擢升都御史，官至吏部給事中。與少卿原抱奇表裡為姦。崇禎初，以右僉都御史兼任湖广巡抚。后为右都御史加兵部尚书衔。魏黨敗，被弹劾，崇祯二年罷黜闲住。

## 著作
著有《益城集》。
宗文工書法，娟秀清逸。天啟四年（1624年）慈溪知縣李逢申聘姚宗文纂修《慈溪縣誌》16卷，是為現存慈溪最早的縣誌。

## 家族
曾祖姚樵。祖父姚灼。父姚應麟。本生父姚應龍，府同知。母陳氏。本生嫡母王氏，封孺人。生母张氏。慈侍下。兄宗舜（监生）、宗武、之光（贡士）、粹中。弟宗周、宗令、宗岳、宗會、宗緒。